# Кендрик
Кендрик (на английски: Kendrick) е град в окръг Лата, щата Айдахо, САЩ. Кендрик е с население от 369 жители (2000) и обща площ от 1 km². Намира се на 378 m надморска височина. ЗИП кодът му е 83537, а телефонният му код е 208.